# Guezoula
Les Guezoula, Guezula, Gouzoula, (en tamazight : Igizulen ou Iguzulen, en tifinagh traditionnel : ⵉⴳⵣⵓⵍⵏ, en arabe : Jazula, en arabe maghrébin : Jazuliyin) sont une tribu berbère médiévale vivant au sud du Maroc. Ils sont liés à l'ancienne tribu berbère des Gétules. Ils partagent leur territoire avec deux autres grandes tribus de Voilés, les Lemtuna et les Massoufa occupant la partie méridionale du Souss marocain.
Le fondateur des Almoravides Abdellah ben Yassin appartient à la tribu des Guezoula.
Il semble bien que les tribus gétules les plus puissantes, ou du moins les plus entreprenantes, étaient établies en Maurétanie Tingitane, au sud du Bou Regreg (Sala, dans l’Antiquité).

## Dénominations et étymologie
Il semble que les Guezoula aient maintenu le nom des Gétules, un peuple libyque qui peuplait les steppes s’entendant au sud des provinces romaines de Maurétanie et d'Afrique.
La forme berbère de l'ethnonyme serait Igzulan, Igizulen ou Iguzulen. Iguzulen est le nom de plusieurs villages et fractions de tribus du Haut Atlas. D'après Sidi Brahim u-Massat il existe entre l'oued Noun et Essaouira un lieu appelé asif Igizulen, soit « la rivière des Guezoula ».
Le nom de « guezoul », ou sa forme altérée, « ghezoul », émerge de manière singulière dans les textes de tous les historiens et chroniqueurs, au Moyen Âge, dans la région de Tahart/Tihart la médiévale : Djebel Guezoul.
Il existe plusieurs hypothèses concernant l'origine étymologique du nom Guezoula / Goudala :
- D’après une hypothèse de V. Wycichl, le nom antique « Gaetulus » dériverait du berbère agadig dont le pluriel serait igudalen, qui devint Gudâla en arabe[2].
- Cheriguen signale un rapprochement possible entre Gétule et Guedalla, Gueddala et Aguellid (transcrit agellid), « roi » en berbère[7],[8].
- Naït Zerrad, dans son Dictionnaire des racines berbères (1998), relève l’extension géographique de la racine GZL (chleuh, mozabite, Maroc central, kabyle…) sous les formes suivantes : «igzul, gzul, gzel, agezzul», avec le sens de « court, devenir court, de petite taille »[9]. Pour Chaker, gezzul signifie "il court <igzal, igzul, iwzil>" dérivé de la racine GZL[8].
- Guezoul pourrait dériver de la racine GZL, « monter, gravir une pente » en touareg (Foucauld, 1920, 1. 1, p. 350)[7],[8].
- Igzulen, singulier agzul, pourrait être à l’origine gzul, le « a » initial pouvant être un article ajouté au mot en question. Le mot est compose de ks : « conduire au pâturage » et de ulli : « chèvres, petit bétail en général. » ks-gz par un processus de voisement généralisé à la séquence ulli-ul après chute de la voyelle finale « i » et dégémination de « ll » ; ks-gz par assimilation de voisement au contact de « u » ; ulli-ul, par processus de réduction encore vivant dans les parlers de l’Anti-Atlas. On obtient ainsi gzul qui devient igzulen après l’ajout des affixes du pluriel. Le sens serait alors : « pasteurs, éleveurs de chèvres, de petit bétail. »[9].
- Aguzul, pluriel Iguzulen, tel qu’on le prononce encore aujourd’hui dans le Souss, est composé de ag, « fils de… », et par extension, homme de ; qui est équivalent de gu dans le Souss, et de isulal qui signifie : plaines désertes sans vallées bien marquées et loin des montagnes, parsemées de pâturages y formant comme des plaques peu étendues mais assez nombreuses. « Les isoulal sont propres, après les pluies, à y faire suivre l’herbe fraîche par les troupeaux, en les faisant aller d’une plaque de pâturage à une autre à mesure que s'épuise celle où ils broutent. ». Le mot composé devient ag + isulal, la voyelle initiale « i » devient « u », état d’annexion oblige. Ce qui donne alors agusulal-aguzulal, après voisement contextuel de « s », aguzul, après chute de « al » par réduction syllabique[9].

## Histoire
Les Guezoula sont signalés dans le peuplement de la région du Souss à partir du XIe siècle. Ils seraient remontés du Sud (Sahara).

### Almoravides
Les Guezoula sont représentés à travers ce nouveau mouvement par le fondateur de l'empire almoravide : Abdallah Ibn Yassine Al-Jazouli. Aux XIe et XIIe siècles, le destin des Guezoula semble associé à celui des Almoravides, au Makhzen desquels ils appartiennent. Ils sont vus comme une tribu almoravide. L'armée de l'État est organisée à partir de contingents levés dans les tribus Guezoula duquel ils constituent le corps de garde d'élite des souverains almoravides. Leur présence est attestée aux abords de Fès à cette époque.
Selon Ibn Al-Athir, Mohammed Ibn Ibrahim Al-Djezouli était le chef de la tribu de Guezoula durant cette période et entretenait des liens d'amitié et d'alliance avec Youssef Ibn Tachfin. Quand le sultan almoravide convoqua les chefs de tribus de la région, Mohammed se retira dans sa montagne par peur. Ibn Tachfin tenta de l'empoisonner à deux reprises mais échoua et quand il vit que ses projets étaient découverts et qu'il ne pouvait rien contre une montagne aussi inaccessible, il abandonna et le laissa tranquille.
Lors de la décadence almoravide, Ali ben Youssef ordonna à son fils Tachfine ben Ali d'aller combattre les révoltés almohades du Souss avec son avant-garde composée de Guezoula. La victoire fut du côté des insurgés, les Lemtounas et leur chef prirent la fuite tandis que les Guezoula embrassèrent la cause almohade,.

## Zone de peuplement
Selon Ibn Khaldûn, les Guezoula constituaient l’essentiel du peuplement du Souss, région du Maroc, qui, au Moyen Âge avait une extension considérable. Dans cette vaste province, ils étaient en concurrence d’abord avec les Lamta, leurs frères de race, ensuite avec des Arabes Ma’qil, les Dhawwu Hassan.

## Guezoula notables
- Abdellah ben Yassin
- Mohammed al-Jazouli
- Mohammed Ibn Ibrahim Al-Djezouli
- Abou Moussa al-Jazouli
- Al-Imam Al-Jazuli
- Sidi Ali Bou Dmia
- Sidi Ahmed Ou Moussa
- Sidi Hachim ben Ali al-Ilighi
- Hussein ibn Hashim
- Sulaiman ibn Haddu
- Abu Isa Al-Jazuli
- Abd'Al Rahman Ibn Al-Djezzâra

## Toponymes
- Djebel Guezoul
- Boughezoul
- Sebt Gzoula
- Sidi Mohamed Guezoul[10],[18]
- Alcala de los Gazules (Espagne)